# Plou (Spagna)
Plou è un comune spagnolo di 53 abitanti situato nella comunità autonoma dell'Aragona nella provincia di Teruel.

## Società

### Evoluzione demografica
| 1991 |  | 1996 |  | 2001 |  | 2004 |  | 2007 |
| ---- |  | ---- |  | ---- |  | ---- |  | ---- |
| 55   |  | 54   |  | 53   |  | 49   |  | 53   |